# بسمة بنت إسماعيل
بسمة، أو باسمة هي شخصية توراتية في سفر التكوين، وبحسب السفر فإنها ابنة إسماعيل، والزوجة الثالثة لعيسو. 
ويذكر سفر التكوين أيضًا، أن عيسو تزوج من مَحْلَةَ بِنْتَ إِسْمَاعِيلَ بْنِ إِبْرَاهِيمَ، ويعتقد بعض الباحثين أن محلة هي نفسها بسمة، وأن عيسو قد غيّر اسمها إلى محلة، وحملت بسمة وأنجبت له رَعُوئِيلَ ومعناه «رعاية الله».